# Ерл Рей Томблін
Ерл Рей Томблін (англ. Earl Ray Tomblin; нар. 15 березня 1952, Лоґан, Західна Вірджинія) — американський політик-демократ, 35-й губернатор штату Західна Вірджинія (2011–2017).
Навчався в Університеті Західної Вірджинії, де отримав ступінь бакалавра наук. Пізніше отримав ступінь MBA в Університеті Маршалла. Одружений з 1979 року і має сина.
Його політична кар'єра почалася з обрання членом Палати делегатів Західної Вірджинії, де він працював з 1974 по 1978. З 1980 року він був сенатором штату, 11 січня 1995 був призначений головою Сенату Західної Вірджинії. У 2000 році обійняв посаду заступника губернатора штату.